# Jardin botanique national d'Israël

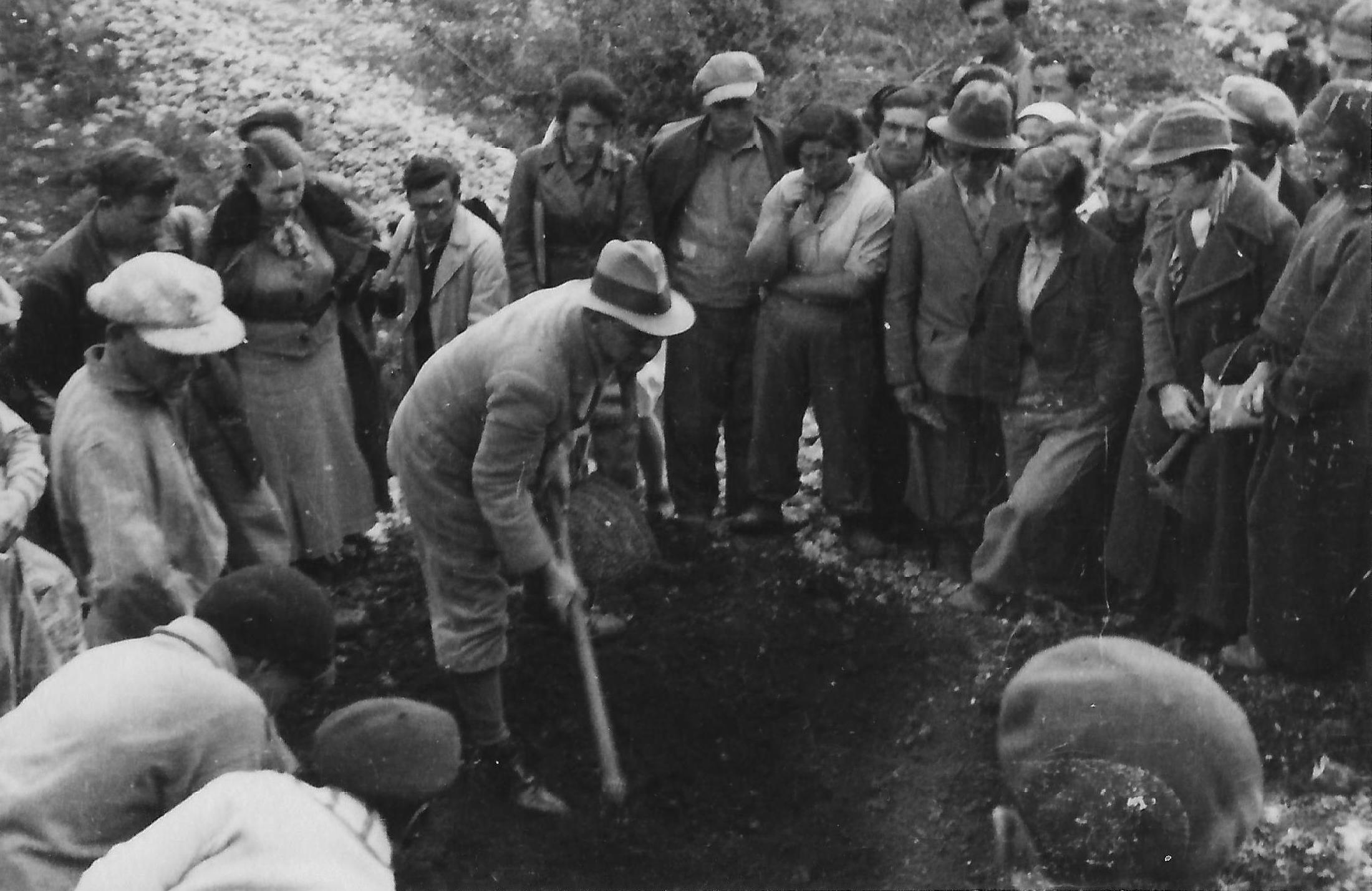
Le botaniste Alexander Eig plantant le premier arbre dans le jardin - Mont Scopus, 1931.

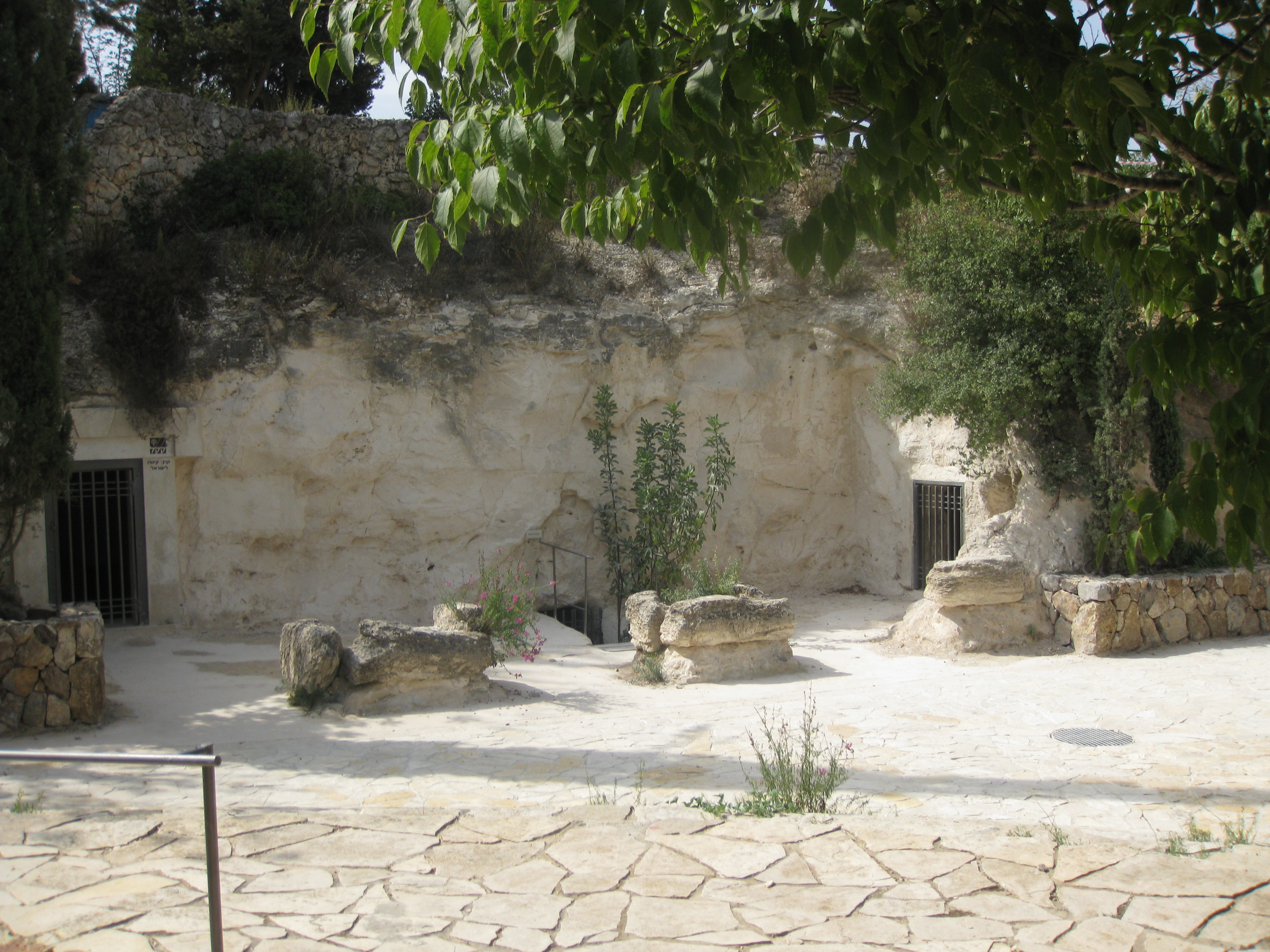
Tombe de Nicanor

Le jardin botanique national d'Israël, en hébreu: הגן הבוטני לצמחי ארץ ישראל ע"ש מונטג'יו למפורט, est un jardin botanique situé sur le campus de l'Université hébraïque de Jérusalem. 
C'est le premier jardin botanique de la Terre d'Israël, il enregistre toutes les plantes sauvages d'Israël et du Moyen-Orient ; il occupe une superficie de 25 dounams, et l'on y trouve 950 espèces de plantes, dont 40% de plantes sauvages. Le jardin est situé dans la partie nord du campus de l'Université hébraïque sur le mont Scopus, à Jérusalem. Dans le jardin se trouvent de nombreuses grottes funéraires de la période du Second Temple. Dans la partie ouest du jardin se trouve un petit amphithéâtre.
Le jardin est aussi une réserve naturelle écologique, et le parc national inclut un centre naturel d'enseignement, la plus grande bibliothèque botanique d'Israël, et une station météorologique.
Sur le côté ouest du jardin se trouve un sentier qui porte le nom de l'auteur israélien Avigdor Hameiri ; à mi-chemin, près de l'entrée principale du jardin, se trouve une tablette de pierre sur laquelle est inscrit son célèbre poème, Au sommet du mont Scopus.
Après l'isolement du mont Scopus d'Israël en 1948, on a décidé de créer un nouveau jardin botanique de l'université sur le campus de Guivat Ram à Jérusalem ouest. Le nouveau jardin botanique a été ouvert en 1954, peu de temps après la création du campus de Guivat Ram.

## La tombe de Nicanor et le Panthéon national d'Israël
La tombe de Nicanor est une ancienne grotte funéraire de la période du Second Temple, découverte en 1902. Un signe dans la grotte l'indique comme étant la tombe de « Nicanor, qui a fabriqué les portes du (premier) temple de Jérusalem ».
En 1934, les restes de Léon Pinsker, d'Odessa, ont été inhumés dans la grotte de Nicanor à l'initiative de Menahem Ussishkin, qui imaginait un Panthéon national sur le mont Scopus. Cependant, une seule autre personne y a été enterrée : Ussishkin lui-même, décédé en 1941. Un des leaders du complot national a été établi sur le mont Herzl après la fondation de l'État d'Israël en 1948, en partie parce que le Mont Scopus est devenu une enclave dans les territoires palestiniens occupés.